# David Degen
David Degen (Liestal (BL), Suiza, 15 de febrero de 1983) es un jugador de fútbol suizo. Es hermano de Philipp Degen.

## Carrera
Jugó para el FC Aarau y para el FC Basel también jugó para el Borussia Mönchengladbach en el 2006. Tras la sucesión del club en la 2. Bundesliga, el mánager de Borussia, Jos Luhukay le sacó del club. David Degen volvió a su club natal al FC Basel por un año. Actualmente tiene un contrato con el M'gladbach hasta el 30 de junio de 2009. 
Degen fue seleccionado por Suiza en la copa del mundo del 2006.

## Clubes
| Club                     | País     | Año         | Partidos | Goles |
| FC Aarau                 | Suiza    | 2000 - 2003 | 30       | 3     |
| FC Basel                 | Suiza    | 2003 - 2006 | 61       | 8     |
| Borussia Mönchengladbach | Alemania | 2006 - 2007 | 18       | 2     |
| FC Basel                 | Suiza    | 2007 - 2008 | 20       | 3     |
| BSC Young Boys           | Suiza    | 2008 - 2012 | 106      | 17    |
| FC Basel                 | Suiza    | 2012 -      | 14       | 2     |

## Equipo Nacional
9 convocatorias con su selección, con 359 minutos jugados. David Degen participó en la Copa del mundo de fútbol de 2006 con el equipo suizo.
- Datos: Q472327
- Multimedia: David Degen / Q472327